# Alessandro Zanni
Alessandro Zanni (Udine, 31 gennaio 1984) è un ex rugbista a 15 italiano, in carriera terza linea ala, all'occorrenza terza centro, di Udine, Calvisano e Benetton, vincitore di due scudetti nel 2007-08 e 2009-10. Dal 2005 al 2020 è stato 119 volte internazionale per l'Italia, secondo giocatore più presente insieme a Martín Castrogiovanni, con la quale ha preso parte a quattro edizioni della Coppa del Mondo di rugby.

## Biografia
Udinese, Alessandro Zanni si avvicinò al rugby in maniera casuale, in quanto vicino di casa del presidente dell'Udine che lo portò nel settore giovanile della società, il Leonorso, in cui compì tutta la trafila fino alla prima squadra, con cui debuttò in serie A il 26 settembre 2004 a Genova in casa del Pro Recco.
Nel 2005 fu ingaggiato dal Calvisano mettendosi in luce a livello internazionale, tanto da guadagnarsi la convocazione dell'allora C.T. dell'Italia Pierre Berbizier per i test match di fine anno contro Tonga, Argentina e Figi (quest'ultima la sua prima da titolare in terza ala).
Nel 2006 esordì nel Sei Nazioni e prese parte alle qualificazioni alla Coppa del Mondo di rugby 2007; l'anno successivo ebbe la sua prima convocazione alla massima rassegna mondiale, anche se disputò pochi minuti del primo incontro con la Nuova Zelanda prima di infortunarsi ed essere indisponibile per il resto della competizione; nel 2008 vinse il suo primo scudetto e nel 2009, a causa della richiesta del Calvisano di essere retrocesso in una categoria inferiore per problemi economici, fu svincolato e acquistato dal Benetton.
Con la squadra della Marca vinse il titolo nel 2010 poi passò in Celtic League con la neoammessa squadra.
Nel 2015, al ritorno dalla Coppa del Mondo, divenne capitano della Benetton.
Del maggio 2019 è il rinnovo di contratto di Zanni per un'ulteriore stagione a Treviso fino 30 giugno 2020; contestualmente è giunto l'annuncio del termine della propria carriera in nazionale in occasione della Coppa del Mondo 2019 in Giappone, nei cui convocati Zanni ha figurato.
Al momento del suo ritiro internazionale, con 117 presenze, era il terzo italiano con più apparizioni in maglia azzurra dopo Sergio Parisse e Martín Castrogiovanni. Ritiro poi rinviato a causa della convocazione nel 6 Nazioni 2020. Attualmente conta 118 presenze.
Alessandro Zanni vanta anche una convocazione nel club a inviti dei Barbarians, in occasione di un incontro a Twickenham contro un XV dell'Inghilterra a maggio 2013.

## Palmarès
- Campionati italiani: 2
Calvisano: 2007-08
Benetton Treviso: 2009-10
- Supercoppe d'Italia: 1
Benetton Treviso: 2009